# Lužnica
Lužnica is een plaats in de gemeente Zaprešić in de Kroatische provincie Zagreb. De plaats telt 62 inwoners (2001).